# Буча (фильм)
«Буча» — украинский полнометражный фильм — документальная драма режиссера Станислава Тиунова о волонтере, который вывозит людей из Бучи во время организованного российской армией массового убийства местных жителей — резни в Буче. Фильм основан на реальной биографии волонтера Константина Гудаускаса. Выпуск фильма запланирован на сентябрь 2024 года.
В ходе российской оккупации в пригороде Киева было убито как минимум 1 374 гражданских. После освобождения в Буче были обнаружены групповые захоронения и улики зверств российских военных.

## Сюжет
Фильм основан на реальной истории Константина Гудаускаса — волонтера, который вывез десятки людей из Бучи, Ворзеля и других мест, оккупированных Россией. Константин — литовец, родился в Казахстане, и его «дружественный» для россиян казахский паспорт помог ему пройти через российские блокпосты.

## В ролях
Цезарий Лукашевич — Константин Гудаускас
Вячеслав Довженко — полковник ФСБ
Сергей Стрельников — Александр
Артемий Егоров — Станислав
Александр Крыжановский — Евгений Николаевич
Анастасия Нестеренко — Ира
Никон Федотов — Дима

## Съемки
Создатели фильма при создании сценария основывались на рассказах Гудаускаса и консультациях с ГУР Министерства обороны Украины. По мнению BBC, большинство сюжетов, представленных в фильме, действительно «так или иначе соответствуют происходившему в оккупированной Киевской области». Для записи диалогов между российскими военными использовались опубликованные записи перехватов переговоров. Как российская техника в фильме снимали трофеи БТР и грузовики, захваченные украинской армией.
Помимо художественного фильма, съемочная группа также работает над документальным фильмом с воспоминаниями очевидцев, которые были записаны во время работы над художественным фильмом.
Съемка фильма финансируется частными средствами, в частности, от американского инвестора Семена Дукача.

## Релиз

### Премьера
В 2023 году фильм был представлен на специальном мероприятии Берлинского международного кинофестиваля, на отдельных показах в Нью-Йорке и Бостоне, на Венецианском кинофестивале и Международном кинофестиваленте в Торонто.
24 февраля 2024 года, к 2-летию начала полномасштабного российского вторжения в Украину, запланировано показ снятых рабочих материалов после съемок в Лос-Анджелес.
В феврале 2024 года в рамках украинского документального кинофестиваля Cinema for Victory состоялся первый публичный показ.

## Реакция
До выхода фильма критиковали за то, что он выходит «слишком рано», когда травмы пострадавших еще слишком свежи, и за то, что фильм — художественный, а не документальный. Отдельную критику вызвал один из англоязычных плакатов фильма, где написано «Bucha» и изображено полуразрушенное многоэтажное здание в Бородянке, что некоторые считали грубой неточностью (хотя в Бородянке также происходит часть событий фильма).